# Centennial Gardens Waterfall
Der Centennial Gardens Waterfall ist ein künstlicher Wasserfall in der Küstenstadt Napier, dem Verwaltungszentrum der Region Hawke’s Bay auf der Nordinsel Neuseelands. Er ist eine Installation der Centennial Gardens, einer öffentlichen Parkanlage im Nordosten der Stadt. Seine Fallhöhe beträgt rund 15 Meter.
Vom Parkplatz an der Marine Parade sind es fünf Gehminuten bis in den Park. Hier führt eine Brücke über eine Teichanlage, von der aus sich der Wasserfall besichtigen lässt.